# Narodna jed
Narodna jed (tudi ljudska jed) je jed, ki je tradicionalno močno povezana s kulturo neke države. Je bodisi glavna hrana prebivalstva zaradi lokalne dostopnosti sestavin, ki se pripravljajo na specifičen način, bodisi del kulinarične tradicije ob narodnih praznikih. So del narodne identitete in samopodobe. V novejšem času je lahko oznaka načrtno gojena, tak primer je fondi, ki ga je švicarsko združenje sirarjev v 1930. letih začelo intenzivno promovirati kot švicarsko narodno jed in oznaka se je prijela (pred tem je bil fondi znan le lokalno).